# Vizcondado del Puerto
El Vizcondado del Puerto (o de Puerto) es un título nobiliario español otorgado en 1679 por el rey Carlos II a Sebastián Vigil de Quiñones y de la Concha, antes de concederle el Marquesado de Santa Cruz de Marcenado. Su nombre hace referencia al coto de Puerto, propiedad del primer titular, en el concejo asturiano de Ribera de Abajo.
Sebastián Vigil de Quiñones y de la Concha era señor de los cotos de Marcenado y de Puerto y caballero de la Orden de Calatrava, además de regidor de Oviedo, Gijón, Morcín y Siero. En él confluían las poderosas casas de los Vigil (Siero) y de Bernardo de la Rúa, al haberse unido con Isabel de la Rúa. Estas casas rivalizaban con la de los Navia, que se aproximarían a los Celles y con los que unirían su patrimonio.
A pesar de ser previo, el Vizcondado del Puerto siguió en uso, como era frecuente en Asturias. La última persona que ostentó el título fue José María de Navia-Osorio y de Álvarez-Cuevas, hermano menor del ix marqués de Santa Cruz de Marcenado.

## Vizcondes del Puerto
|                              | Titular                                           |                              |
| Creado en 1679 por Carlos II | Creado en 1679 por Carlos II                      | Creado en 1679 por Carlos II |
| ---------------------------- | ------------------------------------------------- | ---------------------------- |
| i                            | Sebastián Vigil de Quiñones y de la Concha        |                              |
| ii                           | Jacinta Vigil y de la Rúa                         |                              |
| iii                          | Álvaro de Navia-Osorio y Vigil de la Rúa          |                              |
| iv                           | Juan Alonso de Navia-Osorio y Navia               |                              |
| v                            | Juan Antonio de Navia-Osorio y Miranda            |                              |
| vi                           | Antonio Manuel de Navia-Osorio y de Miranda-Omaña |                              |
| vii                          | Joaquín de Navia-Osorio y Miranda                 |                              |
| viii                         | José María de Navia-Osorio y de Craywinckel       |                              |
| ix                           | José María de Navia-Osorio y de Álvarez-Cuevas    |                              |

## Historia de los vizcondes del Puerto
- Sebastían Vigil de Quiñones y de la Concha (1638-1692), i vizconde del Puerto, i marqués de Santa Cruz de Marcenado, señor del Coto de Marcenado y caballero de la Orden de Calatrava.

1. Contrajo matrimonio con Isabel Bernardo de la Rúa. Con descendencia.
2. Contrajo matrimonio con María Josefa de Ribas y Guerra. Con descendencia.

Le sucedió, de su primer matrimonio, su hija:
- Jacinta Antonia Vigil y de la Rúa (1664-1717), ii vizcondesa del Puerto y ii marquesa de Santa Cruz de Marcenado.

1. Contrajo matrimonio con Juan Antonio de Navia-Osorio y Argüelles de Celles.

Le sucedió su hijo:
- Álvaro de Navia-Osorio y Vigil de la Rúa (1684-1732), iii vizconde del Puerto, iii marqués de Santa Cruz de Marcenado, señor de la Casa de Celles y de la Torre de Vigil.

1. Contrajo matrimonio con Francisca de Navia y Arango.

Le sucedió su hijo:
- Juan Alonso de Navia-Osorio y de Navia (1703-1762), iv vizconde del Puerto y iv marqués de Santa Cruz de Marcenado.

1. Contrajo matrimonio con María Antonia Arango y Albuerne. Sin descendencia.
2. Contrajo matrimonio con María Ignacia Miranda y Trelles. Con descendencia.

Le sucedió, de su segundo matrimonio, su hijo:
- Juan Antonio de Navia-Osorio y Miranda (1744-1787), v vizconde del Puerto y v marqués de Santa Cruz de Marcenado.

1. Contrajo matrimonio con Ana María de Contreras y Vargas-Machuca, vi condesa de Alcudia. Sin descendencia.
2. Contrajo matrimonio con María Ignacia de Miranda-Omaña y Trelles. Con descendencia.

Le sucedió, de su segundo matrimonio, su hijo:
- Antonio Manuel de Navia-Osorio y de Miranda-Omaña (fallecido en 1805), vi vizconde del Puerto y vi marqués de Santa Cruz de Marcenado.

Le sucedió su hermano:
- Joaquín de Navia-Osorio y de Miranda-Omaña (1749-1816), vii vizconde del Puerto y vii marqués de Santa Cruz de Marcenado.

1. Contrajo matrimonio con María Donata de Craywinckel y Crespo. Con descendencia.

Le sucedió su hijo:
- José María de Navia-Osorio y de Craywinckel (1783-1816), viii vizconde del Puerto y viii marqués de Santa Cruz de Marcenado.

1. Contrajo matrimonio, previa dispensa del tercer grado de consanguinidad, con María Ramona de Álvarez-Cuevas y de Viard. Con descendencia.

Le sucedió su hijo:
- José María de Navia-Osorio y de Álvarez-Cuevas (1806-1881), ix vizconde del Puerto.